# ظفر (يريم)

تعديل مصدري - تعديل

ظفر محلة تابعة لقرية الجرين، التابعة لعزلة بني سباء بمديرية يريم إحدى مديريات محافظة إب في الجمهورية اليمنية.، بلغ تعداد سكانها 105 حسب تعداد اليمن لعام 2004.